# Discografia di Ewa Farna
Questa pagina contiene la discografia della cantante pop rock ceca di origini polacche Ewa Farna.

## Album
| Anno | Dettagli                                                                           | Posizione massima | Posizione massima | Vendite                         |
| Anno | Dettagli                                                                           | CZ                | PL                | Vendite                         |
| ---- | ---------------------------------------------------------------------------------- | ----------------- | ----------------- | ------------------------------- |
| 2006 | Měls mě vůbec rád - Pubblicato: 6 novembre 2006 - Etichetta: Universal Music Group | 3                 | —                 | - Repubblica Ceca: 25 000 copie |
| 2007 | Ticho - Pubblicato: 1º ottobre 2007 - Etichetta: Universal Music Group             | 2                 | —                 | - Repubblica Ceca: 25 000 copie |
| 2007 | Sam na sam - Pubblicato: 9 novembre 2007 - Etichetta: Universal Music Group        | —                 | 70                | - Polonia: 1 800 copie          |
| 2008 | Blíž ke hvězdám - Pubblicato: 10 novembre 2008 - Etichetta: Universal Music Group  | 4                 | —                 | - Repubblica Ceca: 20 000 copie |
| 2009 | Cicho - Pubblicato: 16 marzo 2009 - Etichetta: Universal Music Group               | —                 | 16                | - Polonia: 40 000 copie         |
| 2009 | Virtuální - Pubblicato: 26 ottobre 2009 - Etichetta: Universal Music Group         | 3                 | —                 | - Repubblica Ceca: 10 000 copie |
| 2010 | EWAkuacja - Pubblicato: 5 novembre 2010 - Etichetta: Universal Music Group         | —                 | 7                 | - Polonia: 30 000 copie         |

## Singoli
| Anno | Singolo                   | Posizione massima | Posizione massima | Posizione massima | Album             |
| Anno | Singolo                   | CZ                | SK                | PL                | Album             |
| ---- | ------------------------- | ----------------- | ----------------- | ----------------- | ----------------- |
| 2006 | Měls mě vůbec rád         | 3                 | —                 | —                 | Měls mě vůbec rád |
| 2007 | Zapadlej krám             | 24                | 76                | —                 | Měls mě vůbec rád |
| 2007 | Ticho                     | 15                | 35                | —                 | Ticho             |
| 2007 | La la laj                 | 8                 | —                 | —                 | Ticho             |
| 2007 | Jaký to je                | 6                 | —                 | —                 | Ticho             |
| 2007 | Tam gdzie nie ma dróg     | —                 | —                 | —                 | Sam na sam        |
| 2007 | Kotka na gorącym dachu    | —                 | —                 | —                 | Sam na sam        |
| 2009 | Cicho                     | —                 | —                 | —                 | Cicho             |
| 2009 | Dmuchawce, latawce, wiatr | —                 | —                 | —                 | Cicho             |
| 2009 | Toužím                    | 14                | 35                | —                 | Virtuální         |
| 2009 | Ty jsi král               | —                 | —                 | —                 | Virtuální         |
| 2010 | La la laj                 | —                 | —                 | —                 | Cicho             |
| 2010 | Maska                     | 57                | —                 | —                 | Virtuální         |
| 2010 | Ewakuacja                 | —                 | —                 | 1                 | EWAkuacja         |
| 2011 | Bez łez                   | —                 | —                 | —                 | EWAkuacja         |
| 2011 | Nie przegap               | —                 | —                 | 3                 | Live              |
| 2011 | Sama Sobě                 | 61                | —                 | —                 | 18 Live           |
| 2013 | Znak                      | —                 | —                 | 3                 | (W)INNA?          |
| 2013 | Ulubiona rzecz            | —                 | —                 | —                 | (W)INNA?          |
| 2014 | Leporelo                  | 10                | —                 | —                 | Leporelo          |
| 2014 | Tajna misja               | —                 | —                 | 9                 | (W)INNA?          |